# Mozambik na letnich igrzyskach olimpijskich
Mozambik wystartował po raz pierwszy na letnich IO w 1980 roku na igrzyskach w Moskwie i od tamtej pory wystartował na wszystkich letnich igrzyskach. Jedynym medalistą z Mozambiku jest biegaczka średniodystansowa Maria Mutola - zdobyła ona brąz na igrzyskach w Atlancie w 1996 roku oraz złoto na igrzyskach w Sydney w 2000 roku, oba na dystansie 800 metrów.

## Klasyfikacja medalowa
| Olimpiada           | Złoto | Srebro | Brąz | Razem |
| ------------------- | ----- | ------ | ---- | ----- |
| 1980 Moskwa         | 0     | 0      | 0    | 0     |
| 1984 Los Angeles    | 0     | 0      | 0    | 0     |
| 1988 Seul           | 0     | 0      | 0    | 0     |
| 1992 Barcelona      | 0     | 0      | 0    | 0     |
| 1996 Atlanta        | 0     | 0      | 1    | 1     |
| 2000 Sydney         | 1     | 0      | 0    | 1     |
| 2004 Ateny          | 0     | 0      | 0    | 0     |
| 2008 Pekin          | 0     | 0      | 0    | 0     |
| 2012 Londyn         | 0     | 0      | 0    | 0     |
| 2016 Rio de Janeiro | 0     | 0      | 0    | 0     |
| 2020 Tokio          | 0     | 0      | 0    | 0     |
| 2024 Paryż          | 0     | 0      | 0    | 0     |
| Razem               | 1     | 0      | 1    | 2     |

### Według dyscyplin
| Dyscyplina    | Złoto | Srebro | Brąz | Razem |
| ------------- | ----- | ------ | ---- | ----- |
| Lekkoatletyka | 1     | -      | 1    | 2     |
| Razem         | 1     | 0      | 1    | 2     |